# Коморин
Ко́морин, Канниякумари, Кума́ри (там. கன்னியாகுமரி, англ. Cape Comorin) — каменистый мыс, южная конечность полуострова Индостан (Индийский субконтинент).
Мыс является конечной точкой Западных и Восточных Гатов и располагается в месте объединения трёх водных тел — Аравийского моря, Бенгальского залива и Индийского океана. Мыс Коморин разделяет два богатых историей района Индии — на запад от мыса простирается Малабарский берег, на восток — Коромандельский.
Северную часть мыса занимает город Канниякумари. Возле мыса расположен популярный среди паломников остров, на котором находится мемориальный комплекс Вивекананды с храмом богини Каньякумари.
Предполагается, что мифический континент Лемурия находился к югу от мыса Коморин.
Вопреки распространённому мнению, Коморин не самая южная точка Индии. Самой южной точкой Индии является мыс Индира (Пигмалион) на острове Большой Никобар.